# 은밀한 게임
《은밀한 게임》(Secret Games)은 미국에서 제작된 그레고리 다크 감독의 1992년 스릴러, 드라마 영화이다. 마틴 휴이트 등이 주연으로 출연하였고 앤드류 W. 가로니 등이 제작에 참여하였다.

## 출연

### 주연
- 마틴 휴이트
- 미쉘 브린
- 델리아 쉐퍼드

### 조연
- 캐티어 사순
- 사브리나 메스코
- 킴벌리 윌리엄스
- 빌리 드라고
- 모니크 페런트
- 켈리 로이스
- 게리 카스퍼
- 크리스찬 보처
- 알리슨 알미타지
- 크레이그 스텝

## 기타
- 라인프로듀서: 데일 라슨
- 협력프로듀서: 스티븐 스미스
- 미술: 블레어 마틴
- 의상: 로더 델가도
- 의상: 리카르도 델가도
- 배역: 로리 코브